# 아드리아 베네티족

로마의 이탈리아 팽창 및 정복 이전 철기 시대 이탈리아의 민족언어 지도. 베네티족은 갈색으로 표시.

베네티족(Veneti, 이탈리아어로 '베네티'라고 부르는, 오늘날 베네토 지방의 거주민들과 구분하기 위해 베네티키족(Venetici), 고대 베네티족 또는 팔레오베네티족이라고도 함)은 기원전 2천년 중엽부터 오늘날 베네토에 해당하는 이탈리아 북동부에 거주하던 원시 인도유럽인 집단으로 기원전 1천년기에 걸쳐 독자적인 문명을 발전시켰다.
베네티족은 가르다호와 에우가네이 구릉 사이 지역에서 맨처음 확인되며 이후 이들은 현재의 베네토 지방 경계와 유사한 곳에 도달할 때까지 팽창하였다. 고고학적 발견 (또한 문헌과도 일치)에 따르면, 이들의 영역 서쪽 경계는 가르다 호수를 따라 이어지고, 남쪽에서는 타르타로강에서 시작해 포강을 따라 아드리아강까지 이어졌으며, 동쪽 경계는 탈리아멘토강까지 이어졌다.

## 어원
율리우스 포코르니에 따르면, '베네티' (Venetī, 단수형 *Venetos)라는 명칭이 '애원하는, 바라는, 사랑하는'을 뜻하는 인도유럽조어 어근 *wen-에서 비롯했다고 한다. 비교 자료에서 나타나듯이, 게르만어파에는 서로 다른 기원을 가진 두 개의 용어가 존재하며 고대 고지 독일어 Winida의 'Wende'는 게르만조어 *Wenétos를 나타내, 라틴어-게르만어의 Venedi (타키투스가 언급)와 고대 영어의 Winedas(‘Wends’)는 게르만조어 *Wenetós가 필요로 하는 단어이다. 아드리아 베네티족과 익숙하던 타키투스에 따르면, 후자 즉 비스와 베네티족과 슬라브족을 연결시킨다. 어원학적으로 관련된 단어들에는  라틴어에서 '사랑, 열정, 은총' 등을 뜻하는 venus, -eris, 산스크리트어에서 '욕망, 열정'을 뜻하는 vanas-와 '바람, 소원'을 뜻하는 vani-, 고대 아일랜드어로 '친족, 동맹, 부족, 가족'을 뜻하는 fine (< 켈트조어 *venjā), '친구'를 뜻하는 고대 노르드어의 vinr, 고대 색슨어 및 고대 고지 독일어 wini, 고대 프리지아어 및 고대 영어 wine 등이 있다.

## 언어

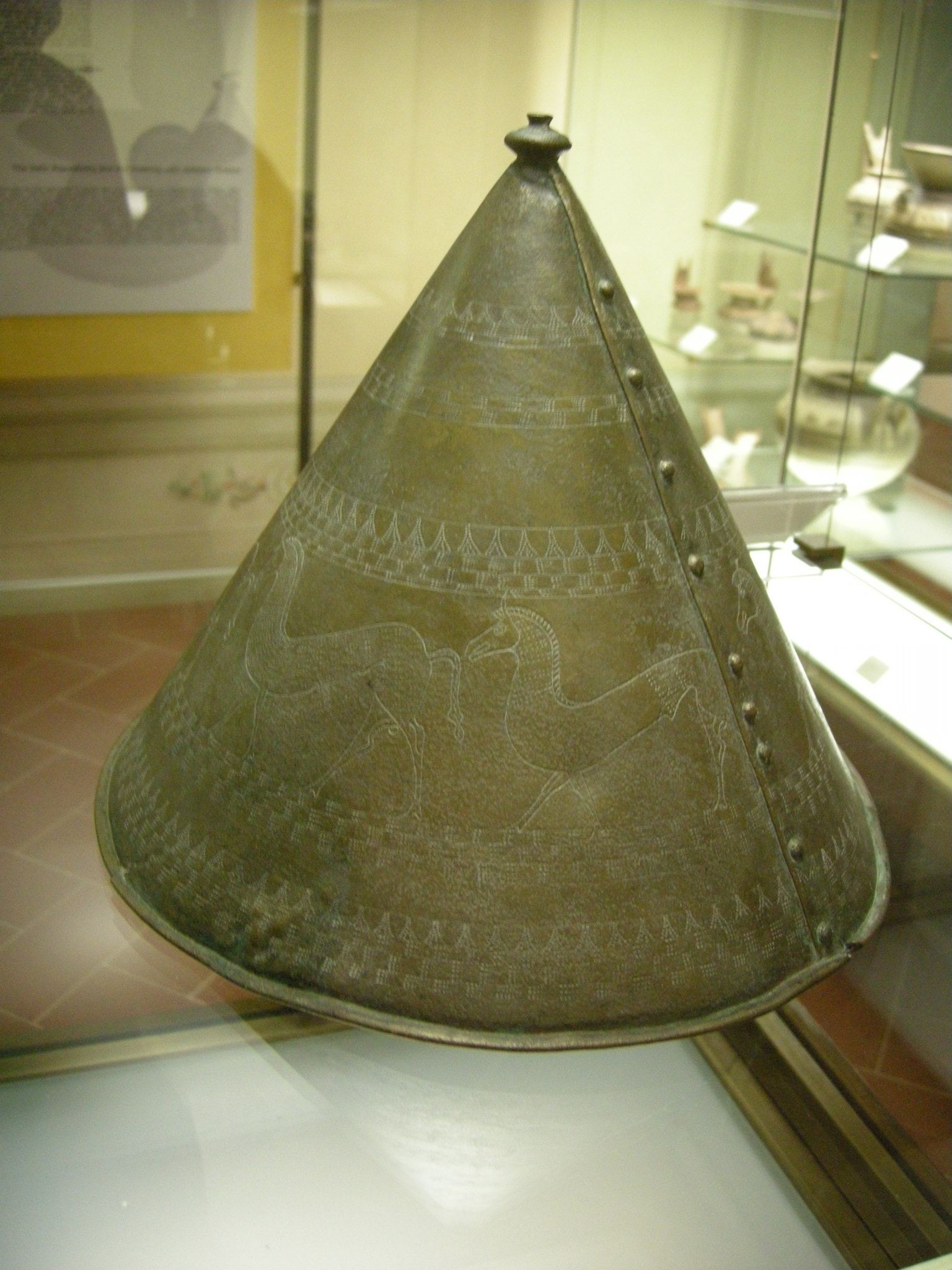
베네티족의 투구

고대 베네티족은 기원전 6세기에서 기원전 1세기까지 시기의 약 300여 개의 짧은 금석문에서 확인된, 현재는 사라진 인도유럽어인 베네티어를 구사했다. 베네티어는 라틴어 및 다른 이탈리아어파와 몇 가지 유사성을 공유하고 있는 것으로 보이면서도 다른 인도유럽어 특히 게르만어와 켈트어 등과도 일부 관련성을 띠고 있다.
베네티어를 현재 베네토 지역에서 구사하는 로망스어 중 하나인 베네토어와 혼동하지 말아야 한다.

## 지리
로마에 합병 당하기 전 고대 베네티족이 거주했던 영역의 범위는 불명확하다. 에스테, 파도바, 비첸차, 아솔로, 오데르초, 몬테벨루나, 비토리오베네토, 카도레 등 오늘날 베네토의 도시들과 더불어 포강 삼각주 주변 지역들을 포함한다. 베네티족의 영토는 갈리아 키살피나로 통합되었고, 아우구스투스 시기 로마령 이탈리아의 제10 구역 (Regio X, 베네티아 에트 히스트리아로 편성되었다.  제10 구역은 지리적으로 오늘날 크로아티아가 있는 동쪽 아르시아강에서부터 현재 이탈리아 롬바르디아 지역의 아다강까지, 알프스산맥에서 아드리아해까지 해당했다.

## 역사

### 고전 문헌

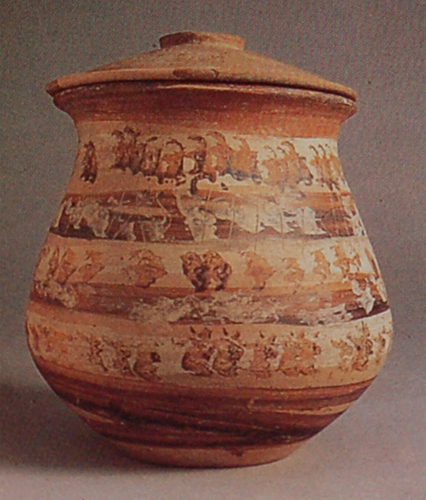
베네티족의 항아리

헤로도토스 (기원전 484년경–기원전 425년)는 언젠가 아드리아해의 베네티족에 대해 언급하였고 (Histories V.9) 또 한번 지나치다가 일리리아의 에네티족 (Eneti in Illyria)을 언급하는데 (Histories I.196) 이들의 혼인 관습이 바빌론인들의 관습과 흡사하다고 주장하였다. 이 점은 초기 학자들이 베네티족과 일리리아인들의 연결시켜 보도록 했다. 이들의 일리리아 기원은 아드리아 해안 지역의 거주민들과 밀접한 관계로 인해 한층 강해졌다. 베네티어의 19세기 후반 전문가 카를 파울리 (Karl Pauli)는 베네티어에 대한 지식이 인명, 명사, 봉헌 문구에서 사용되는 동사 등 한정되어 있음에도, 다른 언어보다도 일리리아인들의 언어와 한층 더 밀접한 관련성을 띠고 있다고 말했다. 일리리아어의 흔적은 훨씬 더 적은 가운데 일부만이 해당 지역과 연관되어 있고, 일리리아인의 존재를 시사할 수도 있다.  그렇지만, 아드리아 베네티족을 일리리아인으로 보는 인식은 여러 언어학자들한테 신뢰받지 못하고 있다. 한스 크라에 및 후대의 앤턴 메이어 (Anton Mayer) 등은 헤로도토스가 아드리아 베네티족을 가리키는 것이 아니라 과거 마케도니아 북부 경계에 거주했던 한 일리리아 부족을 가리키는 것임을 증명해냈다. 이후 언어학 및 고생물학 연구 등에서도 앞선 내용을 뒤받침해주었다.
베네티족의 도시 파타비움 토박이었던 로마 시대 역사가 티투스 리비우스 (기원전 59년–서기 17년)는 트로이 멸망 이후 트로이의 유력인사 안테노르가 파플라고니아인들이 고향땅에서 추방당하고 나서 이들의 지도자가 되었다고 기록했다. 아울러, 이들은 아드리아 해안가 북쪽 끝으로 이주하여 그곳에 취락을 이루었고, 에우가네이로 알려진 토착민들을 정복 및 합병시켰다고 하였다. 이 이야기는 베네티족을 호메로스 (기원전 750년)가 언급한 파플라고니아 에네티와도 연결시킨다.
베르길리우스 (기원전 70년-19년)는 '아이네이스'에서 동일한 전승을 언급한다. 베르길리우스의 '아이네이스'에 대한 마우루스 세르비우스 호노라투스 (활동 서기 400년)의 해설은 이스트리아 해안의 리부르니아인과 관련을 가진 빈델리키족과 베네티족 간의 연결성을 암시하였다. 더군다나, 베르길리우스의 베네티족 언급 내용 중 이들을 "리부르니아인들의 주거 중심지'에 위치시키는데, 이 점은 안테노르가 도착했다고 하는 목표 지점임에 틀림없다. 그렇다고 하더라도 이는 고대 리부르이나인들이 베네티족이 도착하기 앞서 빈델리키아에서 시작해 노리쿰을 거쳐 달마티아 해안에 이르는 동부 알프스의 넓은 영역을 아우르고 있었을 가능성에 대해 암시할 뿐이다.

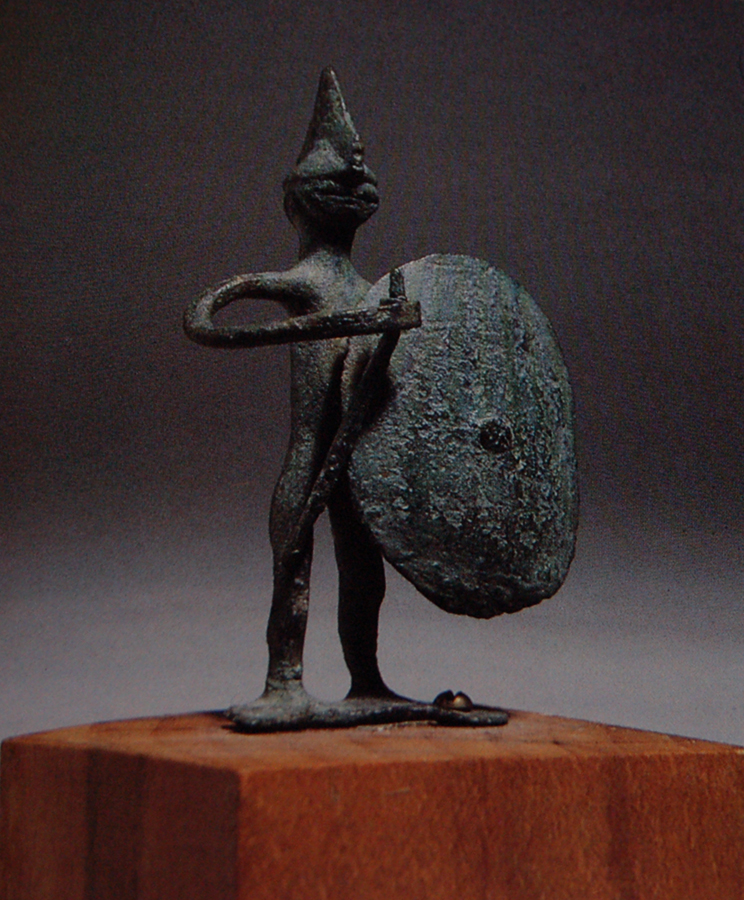
베네티족 전사

대 플리니우스 (서기 23년–79년)는 코르넬리우스 네포스 (기원전 100년–24년 )가 파플라고니아 에네티족 ('헤네티족')이 이탈리아의 베네티족의 선조라고 암시한 바를 언급했다. 그는 아테스테, 아켈룸, 파타비움, 오피테르기움, 벨루눔, 비케티아 등이 베네티족 도시에 속한다고 하였다.
그리스 역사가 스트라본 (기원전 64년- 서기 24년)은 다른 한편으로 아드리아 베네티족이 켈트족의 후예라고 추측을 하였는데, 이 켈트족은 다시 후대 브르타뉴 해안가에 거주했고 율리우스 카이사르에 맞서 대항했던 동명의 켈트 부족이다. 그는 덧붙여 그가 생각하길 소포클레스 (기원전 496년-406년)에 기인했을 것으로 보던 아드리아 베네티족과 안테노르가 이끄는 파플라고니아 에네토이족을 동일하게 보는 것은 명칭의 유사성에 의한 실수라고 주장했다. 스트라본은 또한 당시 베네티족의 영토에 대한 정보도 제공했다.

### 로마 이전 시대
베네티족의 영토는 기원전 4세기 그리스인들의 관심을 끌었다. 스트라본은 베네티족의 유명한 말을 갖고 싶어하던 시라쿠사의 디오니시오스 1세 (기원전 432년경-367년)가 아드리아해안을 따라 교역 식민지들을 세웠다고 기록했다. 이 시칠리아의 참주는 교역 상대로서 아드리아를 선호했고, 이곳과 바다를 연결하는 운하를 건설하고 스피나의 무역 독점을 깨는 데 도움을 주었다고 한다.
기원전 303/302년  라케다이몬의 왕자 스파르타의 클레오니모스는 파타비움을 약탈할 목적으로 용병들로 이뤄진 함대를 이끌고 브렌타강을 거슬러 올라갔다. 하지만 베네티족은 이들을 물리쳤고 스파르타 함선들은 나포되어 파괴되었다.
베네티족은 당시 이탈리아북서부 대부분을 차지하고 있던 켈트족들과 지속적인 분쟁에 있었으며, 브레시아 및 베로나 등에 정착하였다가 마침내 흡수된 케모마니 켈트 부족과는 평화로운 관계를 유지했다.

### 로마 시대

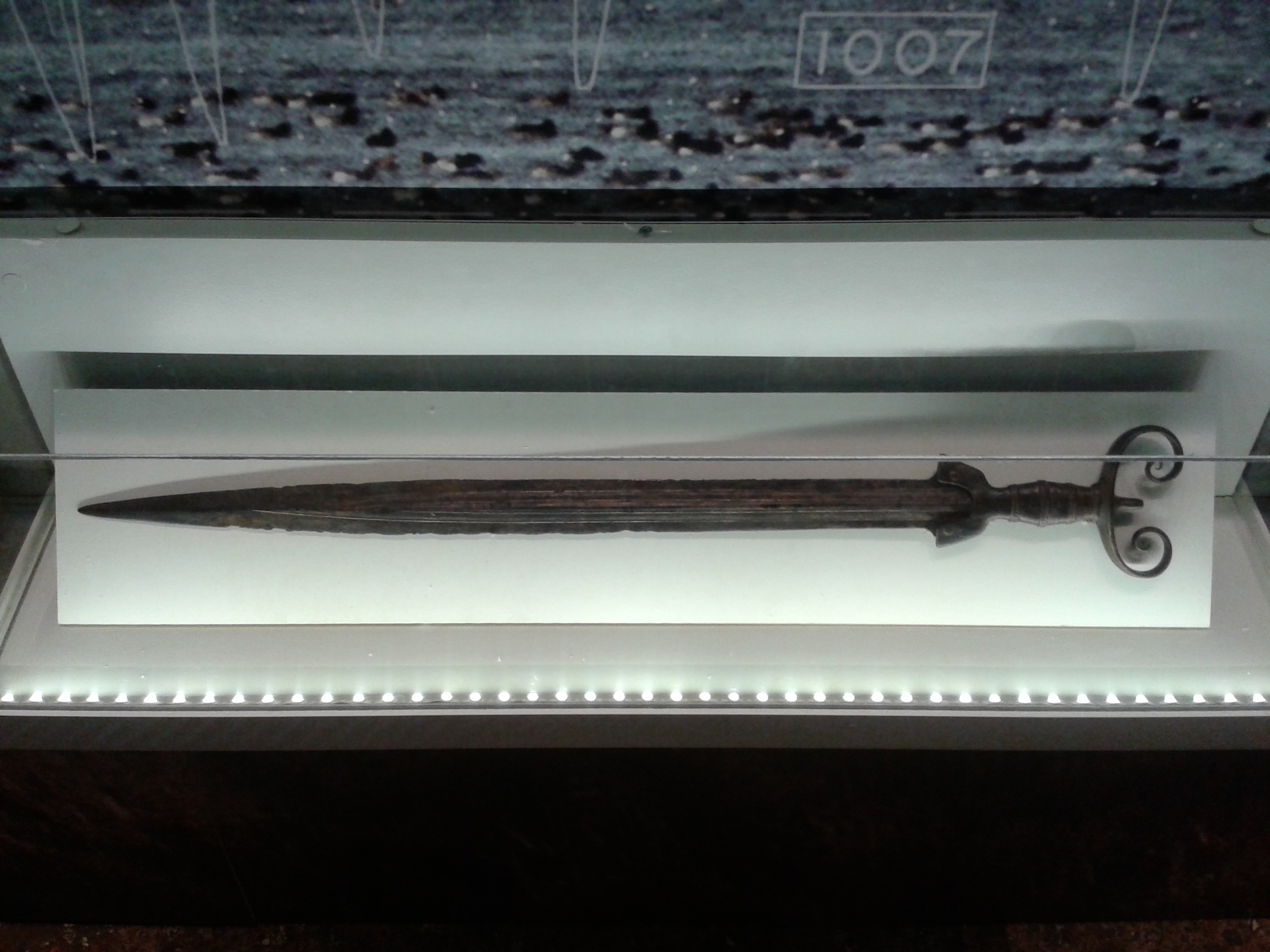
베네티족의 검

베네티족은 기원전 3세기 로마와 접촉하기 시작한 것으로 보인다. 이들은 기원전 238년경 갈리아에 맞서 로마와 '아미키티아'(amicitia)를 이뤘다. 제2차 포에니 전쟁 기간, 베네티족들은 한니발이 이끄는 켈트, 이베리아, 카르타고 원정군에 맞서 로마인들과 다시 한번 동맹을 맺었다. 리비우스는 이들이 칸나이 전투에서 로마군과 같이 싸울 병사들을 파견했다고 기록했다.
로마 기원전 181년에 라틴 식민지 아퀼레이아 건립 및 기원전 148년에 포스투미아 가도 뒤이어 기원전 131년에 안니아 가도 등을 건립하면서, 베네티족에 대한 로마의 영향력이 커졌다. 베네티족은 자발적으로 그리고 서서히 라틴어, 로마 건축술, 로마의 도시 계획, 로마 종교 등을 받아들였던 것으로 보인다. 가끔식 보이는 봉납물에서 로마 문자로 적힌 베네티어 및 라틴어 번역문과 함께 베네티어가 등장한다. 로마 집정관들이 기원전 141년 그리고 135년에 에스테와 파도바 간 경계 분쟁 그리고 에스테와 비첸차 간의 경계 분쟁을 조정해달라는 요청을 받았었다. 기원전 175년에, 파도바는 지역 내 내전을 진압하기 위해 로마에 도움을 요청했다. 베네티족은 동맹시 전쟁 이후 트란스파다나에 관한 폼페이아 법 (Lex Pompeia de Transpadanis)에 따라 라틴권을, 기원전 49년 로스키아 법(Lex Roscia)에 따라 로마 시민권을 수여받았다. 기원전 49년과 서기 14년 사이 에스테, 콘코르디아, 트리에스테 그리고 클라우디우스 재위 때 오데르초 및 출리오 등에 세워진 로마 식민 도시들은 베네티족이 로마 문화에 동화되는 데 더욱 기여했다.

## 신앙
베네토와 노리쿰에서 아폴로에 대한 동격신은 벨레누스 (Belenus)이었다. 그는 아퀼레이아에 만신전을 두고 있었고 도시의 수호신으로 모셔졌다. 벨레누스는 또한 샘물과도 연관성을 띠었는데, 이 점은 지하와 치료적인 힘을 나타내는 것일 수 있다. 벨레누스는 켈트 기원 및 노르키족의 지배적인 신이었을 것이다.

## 고고학

### 시대 구분
|             | 시기               | 개요 |
| ----------- | ------------------ | --- |
| 에스테 1기. | 기원전 900–750년경 | 베네티족은 포강 유역에 정착하여 원시 빌라노바 문화와 접촉했다                                                             |
| 에스테 2기. | 기원전 750–575년경 | 유골함 속 피불라와 청동 유물은 에스테와 파도바를 각각 중심으로 하여, 이 지역에서 세력을 확장해가던 집단의 존재를 보여준다 |
| 에스테 3기. | 기원전 575–350년경 | 베네틱족의 세력 확장은 베네토와 프리울리 전역에 걸쳐, 아디제 강까지, 피아베 계곡 안으로, 그리고 벨루노까지 이르렀다       |
| 에스테 4기. | 기원전 350–182년경 | 베네티 문화의 쇠태. 베네티족은 자신들 문화와 관습을 유지했으나 켈트족 및 에트루리아인들의 영향을 강하게 받았다            |
| 에스테 5기. | 기원전 182년 이후  | 로마와의 동맹이 점차 로마화로 이어짐                                                                                      |

### 유물

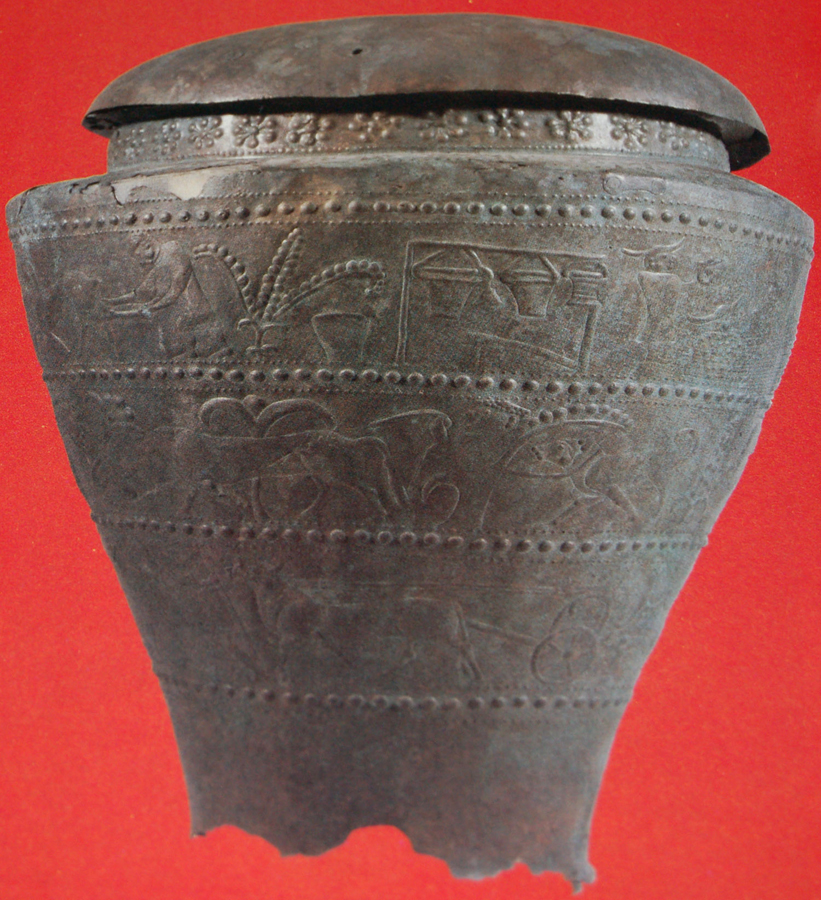
베네티족의 시툴라

베네티족 사회에 대한 정보는 유물, 무덤, 종교 봉헌물 등을 통해 추론 가능하다. 마을에는 우두머리들이 있었고, 부유한 지주들은 호박 장신구와 함께 매장되었다. 베네티족은 호박길에 따라 활발하게 교역하였다.
마을 다루는 이들과 어부들이 있었고, 축산업에 종사하는 사람들도 있었다. 기원전 7세기 에스테의 교역상들은 청동 주화를 사용했고, 반면 기원전 3세기부터는 특히 파도바에서는 은화를 사용했다. 농부들은 곡물과 포도를 재배했다. 장인들은 도자기와 청동 물품을 제작했고, 양모 옷감을 생산했다. 유물들은 권투와 배 경주가 즐겨졌던 스포츠 중 하나였음을 보여준다.

## 연구
여러 고고학 발굴들이 에스테, 파도바, 오데르초, 아드리아, 비첸차, 베로나, 알티눔 등 베네토 지역에서 여전히 진행 중이다. 아드리아해에서 그리스인들, 특히 에우보이아인, 포카이아인, 코린토스인 등의 방대한 영향력 및 이들과 베네티족의 상호 교류에 대해서 연구되어 왔다. 게다가, 에트루리아인들의 활동 및 이들과 베네티족의 강한 연결성 역시도 연구되어 왔다.
에스테 지역의 베네티족 금석문을 포함해 베네티족 및 고대 이탈리아 민족 등에 관한 현대 연구들은 A. L. 프로도스키미, A. M. C. 비앙키 L. 카푸이스 등에 의해 발표되었다.

### 연관 부족
일리리아인으로 간주되었지만, 실제로는 베네티족과의 연관성이 드러난 다른 부족들에는 히스트리족, 카르니족, 카타리족, 카탈리족, 리부르니족, 로프시족, 세쿠세스족, 베네툴라니족 등이 있다.

## 같이 보기
- 베네티족
- 베네티족 (갈리아)
- 레이티아
- 이탈리아의 고대 민족
- 이탈리아의 선사 시대

### 참고 문헌
- Šašel Kos, Marjeta (2019). 〈Sacred Places and Epichoric Gods in the Southern Alpine Area〉.   Christiane, Delplace. 《Les cultes polythéistes dans l'Adriatique romaine》 (프랑스어). Ausonius Éditions. ISBN 978-2-35613-260-4.

### 추가 1차 자료
- 폴리비오스 - ii.17.4-6, 18.1-3; ii.23.1-3; ii.24.7-8
- 크세노폰 - 아나바시스 (크세노폰), (러브 고전 문고에 따르면 아나바시스 제3권), I.viii.5; V.ii.22, iv.13, v.12, 22, vi.3, 6; VI.i.1, 6, 11, 13, 14, 15. ISBN 0-674-99101-X

## 추가 참고 자료
- Bader, Françoise. Le nom des Vénètes et leur expansion. In: Autour de Michel Lejeune. Actes des journées d'études organisées à l'Université Lumière Lyon 2 – Maison de l'Orient et de la Méditerranée, 2-3 février 2006. Lyon : Maison de l'Orient et de la Méditerranée Jean Pouilloux, 2009. pp. 31–77. (Collection de la Maison de l'Orient méditerranéen ancien. Série philologique, 43) [www.persee.fr/doc/mom_0184-1785_2009_act_43_1_2653]
- Lejeune, Michel. "Vénètes de Pannonie". In: Comptes rendus des séances de l'Académie des Inscriptions et Belles-Lettres, 134e année, N. 3, 1990. pp. 629–653. [DOI: https://doi.org/10.3406/crai.1990.14885]; [www.persee.fr/doc/crai_0065-0536_1990_num_134_3_14885]
- Loicq, Jean. Sur les peuples de nom «vénète» ou assimilé dans l'Occident européen. In: Etudes Celtiques, vol. 35, 2003. pp. 133–165. [DOI: https://doi.org/10.3406/ecelt.2003.2153] [www.persee.fr/doc/ecelt_0373-1928_2003_num_35_1_2153]
- Šašel Kos, Marjeta. "The Story of the Grateful Wolf and Venetic Horses in Strabo's Geography". In: Studia Mythologica Slavica 11 (October). Ljubljana, Slovenija. 2008. pp. 9–24. https://doi.org/10.3986/sms.v11i0.1685.